# دوغلاس في
دوغلاس في هو سياسي كندي، ولد في 21 يوليو 1944 في كينغستون في كندا. نشط حزبياً في الحزب الكندي التقدمي المحافظ. وقد انتخب عضو مجلس العموم الكندي.